# 高須村 (高知県)
高須村（たかすむら）は、高知県長岡郡にあった村。現在の高知市の南東部、国分川の左岸にあたる。

## 地理
- 河川：国分川、舟入川
- 湖沼：絶海池

## 歴史
- 1889年（明治22年）4月1日 - 町村制の施行により、近世以来の高須村が単独で自治体を形成。
- 1942年（昭和17年）6月1日 - 高知市に編入。同日高須村廃止。

## 鉄道路線
- 土佐電気鉄道（現・とさでん交通）
  - 後免線
    - 新木停留場 - 介良通停留場 - 文珠通停留場 - 高須停留場 - 葛島橋東詰停留場

現在は旧村域に東新木停留場・県立美術館通停留場・西高須停留場が所在するが、当時は未開業。

## 現在の町名
高須、葛島一 - 四丁目、高須新町一 - 四丁目、高須砂地、高須本町、高須新木、高須一 - 三丁目、高須東町、高須西町、高須絶海、高須大谷、高須大島